# NGC 864
NGC 864 is een balkspiraalstelsel in het sterrenbeeld Walvis. Het hemelobject werd op 25 oktober 1785 ontdekt door de Duits-Britse astronoom William Herschel.

## Synoniemen
- PGC 8631
- UGC 1736
- MCG 1-6-61
- ZWG 413.66
- KARA 96
- IRAS02128+0546